# Ždiar
Ždiar (deutsch Morgenröthe, ungarisch Zár – bis 1902 Zsdjár, polnisch Ździar) ist eine fünf Kilometer lange Gemeinde in der Ostslowakei, nordöstlich der Hohen Tatra in der Nähe der polnischen Grenze gelegen.

## Lage

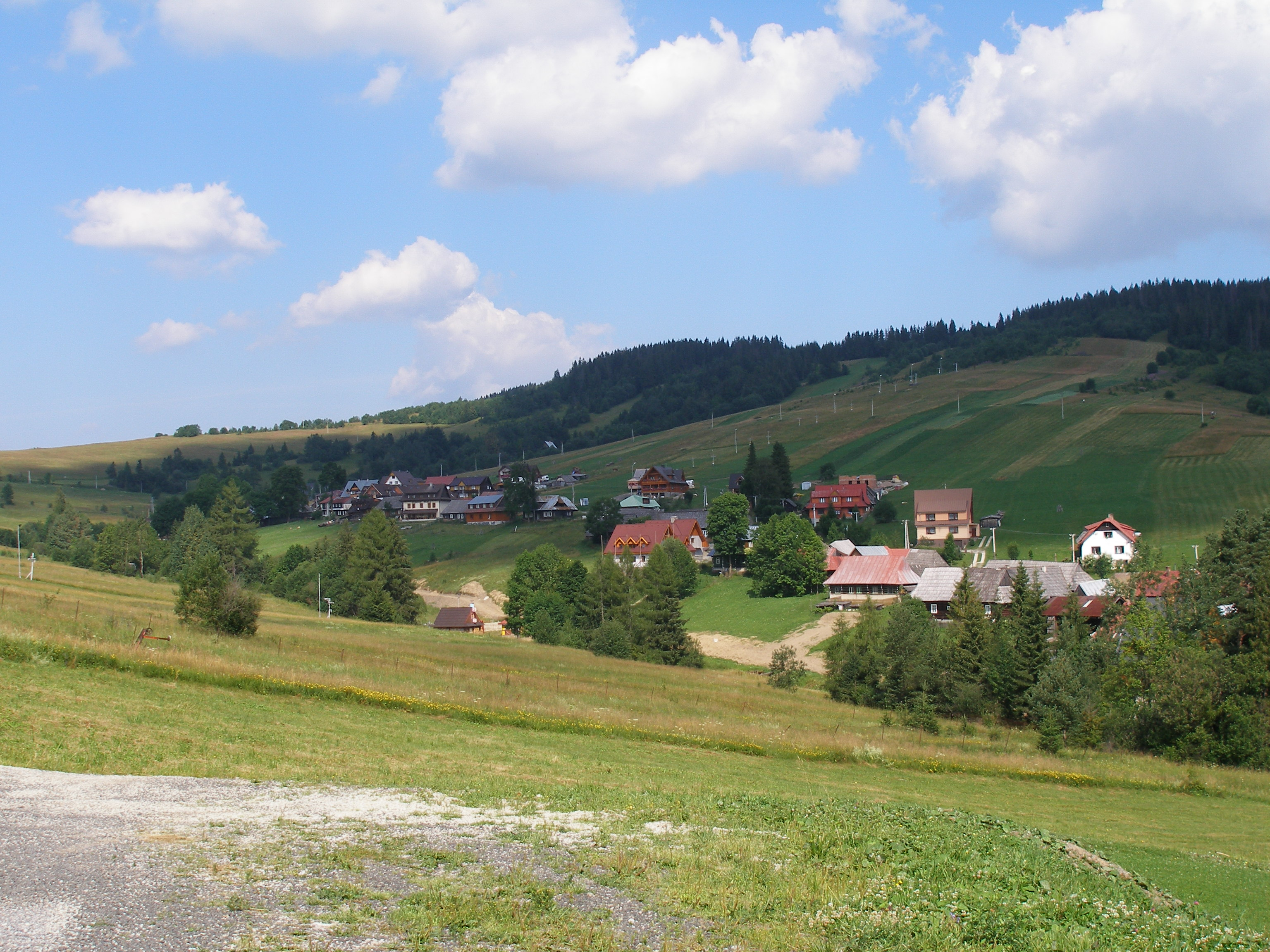
Blick auf den Ort

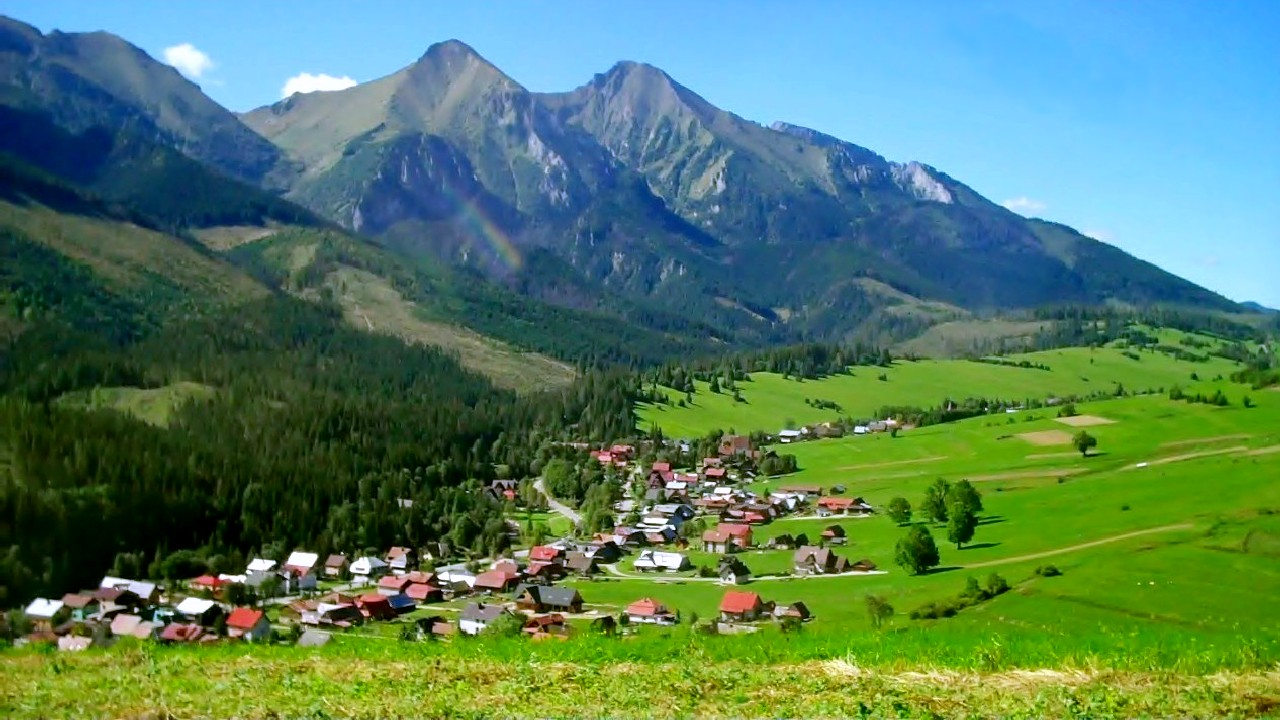
Ždiar und Belianske Tatry

Der Gebirgsbauern- und Erholungsort (im Winter auch Skisportort) liegt in einem von West nach Ost verlaufenden Tal, das vom Bach Biela (deutsch Belbach) durchflossen wird, zwischen den Beler Kalkalpen/Belianske Tatry im Süden und dem westlichen Teil der Zipser Magura im Norden. Am Ort vorbei führt die Cesta I. triedy 66 (hier Teil des Straßenzugs Cesta Slobody), die die Stadt Spišská Belá mit Nowy Targ/Zakopane in Polen verbindet. Der Nachbarort im Westen ist Tatranská Javorina und in südöstlicher Richtung die Teilgemeinde Tatranská Kotlina der Stadt Vysoké Tatry.

## Geschichte
Das Gebiet der späteren Gemeinde wurde im 16. Jahrhundert von Holzfällern besiedelt und wird im Jahr 1590 zum ersten Mal erwähnt. Erst Anfang des 17. Jahrhunderts entstand hier die eigentliche Gemeinde. In dieser wurde walachisches Recht angewandt (in der Slowakei gab es neben Siedlungen, die lokales (Gewohnheits-)Recht anwandten, auch Siedlungen, die deutsches oder walachisches Recht verwendeten).
Von 1947 bis 1960 gehörte sie zur damals in anderer Form bestehenden Gemeinde Vysoké Tatry, der Nachbarort Tatranská Javorina war von 1947 bis 1993 eingemeindet.
Die Einwohner widmeten sich früher hauptsächlich der Weidewirtschaft, gegen Ende des 19. Jahrhunderts kam die Vermietung von Zimmern an Touristen und Erholungssuchende dazu. Auch die Forstwirtschaft spielte eine bedeutende Rolle in der Gegend; der Abtransport des Holzes erfolgte über eine Seilbahn, die von Podspády über Ždiar nach Lendak führte.

## Kultur
Im Ort – vor allem in den Ortsteilen Antošovský vrch und Blaščatská dolina – finden sich verschiedene alte Haustypen, die ein Volkskulturdenkmal darstellen, zum Beispiel auf allen vier Seiten geschlossene Höfe und Blockhäuser mit Verzierungen und starkem goralischem Einschlag.
Kleine Sehenswürdigkeiten sind eine römisch-katholische Kirche von 1831, eine Kapelle von 1797 (der Heiligen Anna geweiht) und eine Kapelle von 1811.
Im Sommer findet jedes Jahr das „Goralisches Folklorefest“ (Goralské folklórne slávnosti) statt, bei dem polnische und slowakische Gruppen Tänze, Lieder und anderes Kulturgut der goralischen Volksgruppe zeigen.

## Bevölkerung
| Jahr                | 1994 | 2004    | 2014    | 2024    |
| ------------------- | ---- | ------- | ------- | ------- |
| Anzahl der Personen | 1323 | 1330    | 1382    | 1357    |
| Unterschied         |      | +0,52 % | +3,90 % | −1,80 % |

| Jahr                | 2023 | 2024    |
| ------------------- | ---- | ------- |
| Anzahl der Personen | 1363 | 1357    |
| Unterschied         |      | −0,44 % |